# Chrysocharis budensis
Chrysocharis budensis är en stekelart som beskrevs av Erdös 1954. Chrysocharis budensis ingår i släktet Chrysocharis, och familjen finglanssteklar. Arten är reproducerande i Sverige.